# Haina (Römhild)
Haina ist ein Ortsteil der Stadt Römhild im Landkreis Hildburghausen in Thüringen.

## Lage
Haina liegt nördlich von Römhild in der historischen Landschaft des Grabfeldes in Südthüringen. Das Dorf wird von der Landesstraße 1131 tangiert, die den Südthüringer Raum mit Bayern verbindet.
Ortsteil der Gemeinde Haina war ab 1974 Sülzdorf.

## Geschichte
Haina ist ein Haufendorf und wurde erstmals 27. Februar 839 urkundlich erwähnt.
1842 wurde in Haina Christian Heurich als Sohn eines Gastwirts geboren. Die ersten zwölf Jahre lebte er in dem Ort. Anfang des 20. Jahrhunderts spendete er seinem Geburtsort einen großzügig angelegten Kindergarten.
Das Dorf lag von 1945 bis 1990 nahe der Innerdeutschen Grenze.
Am 31. Dezember 2012 löste sich die Gemeinde Haina auf und schloss sich mit der Stadt Römhild und weiteren Gemeinden zur neuen Stadt Römhild zusammen.

## Wirtschaft und Infrastruktur
Haina hatte zwischen 1893 und 1970 einen Haltepunkt an der inzwischen stillgelegten Bahnstrecke Rentwertshausen–Römhild.

## Sehenswürdigkeiten
- Johanniskirche

## Söhne und Töchter des Ortes
- Adam Steinschaber, 1478 der erste Buchdrucker in Genf
- Hans Hut (1490–1527), führende Persönlichkeit der Täuferbewegung
- Nicolaus Seeber (1680–1739), Orgelbauer, Komponist und Lateinlehrer
- Christian Heurich (1842–1945), US-amerikanischer Brauereibesitzer und Philanthrop
- Ernst Höfer (1879–1931), Landtagsabgeordneter im Freistaat Sachsen-Meiningen und Land Thüringen und dort Staatsminister sowie Landwirtschaftspolitiker
- Otto Graf (1896–1977), Schauspieler und Theaterregisseur.